# Rismalt
Rismalt, även kallat rissirap, är ett sötningsmedel som tillverkas av ris. Stärkelsen i riset bryts ner till sockerarter med hjälp av enzymer. Därefter reduceras mängden vätska tills en söt sirap kvarstår. Rismalt består till 65-85% av sockerarten maltos. Andra sockerarter i rismalt är maltotrios (10-15%), dextrin (5-20%) och endast en liten del av glykos (2-3%).